# Cisowa Skała (Wyżyna Olkuska)

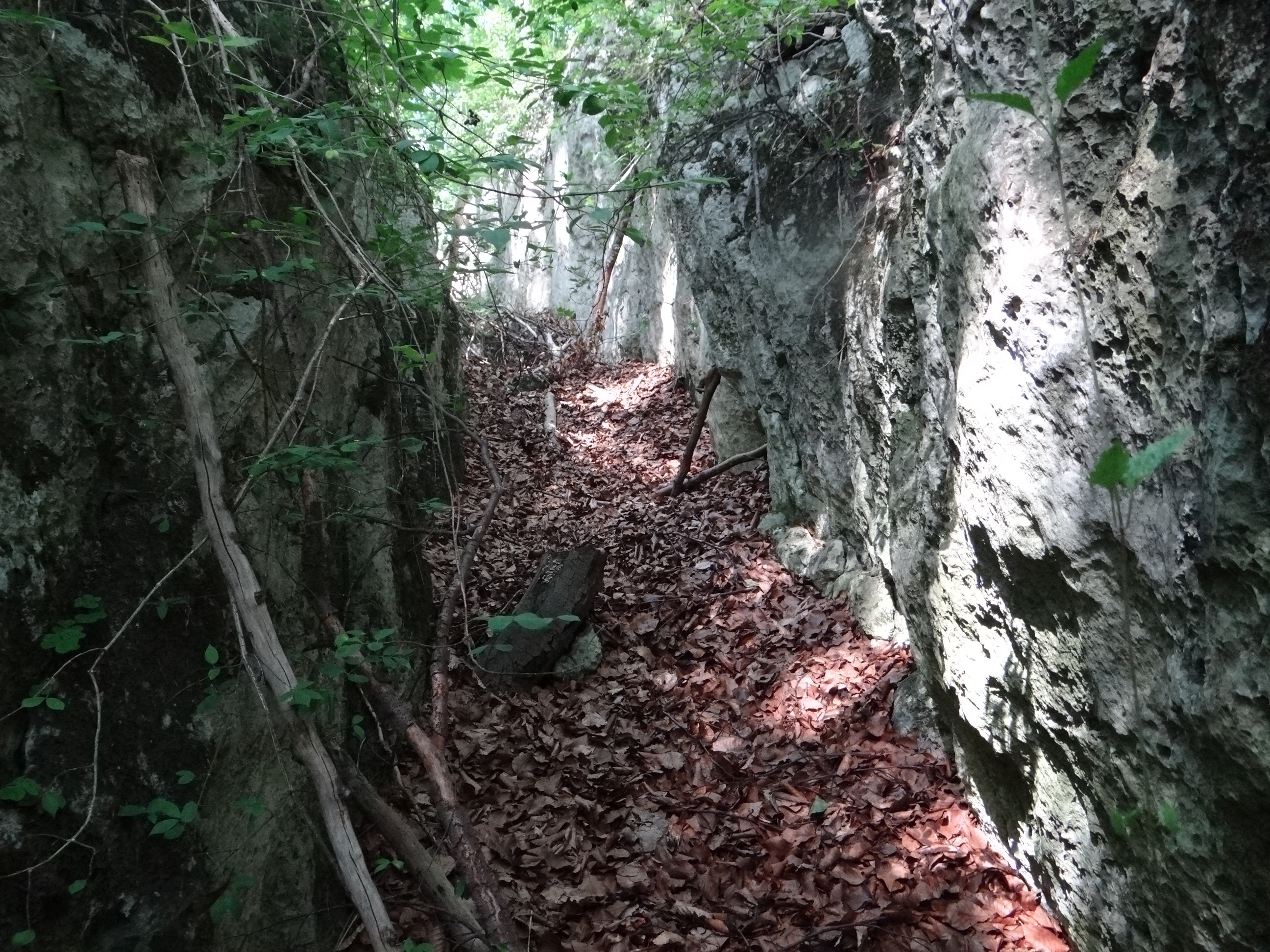
Cisowa Aleja

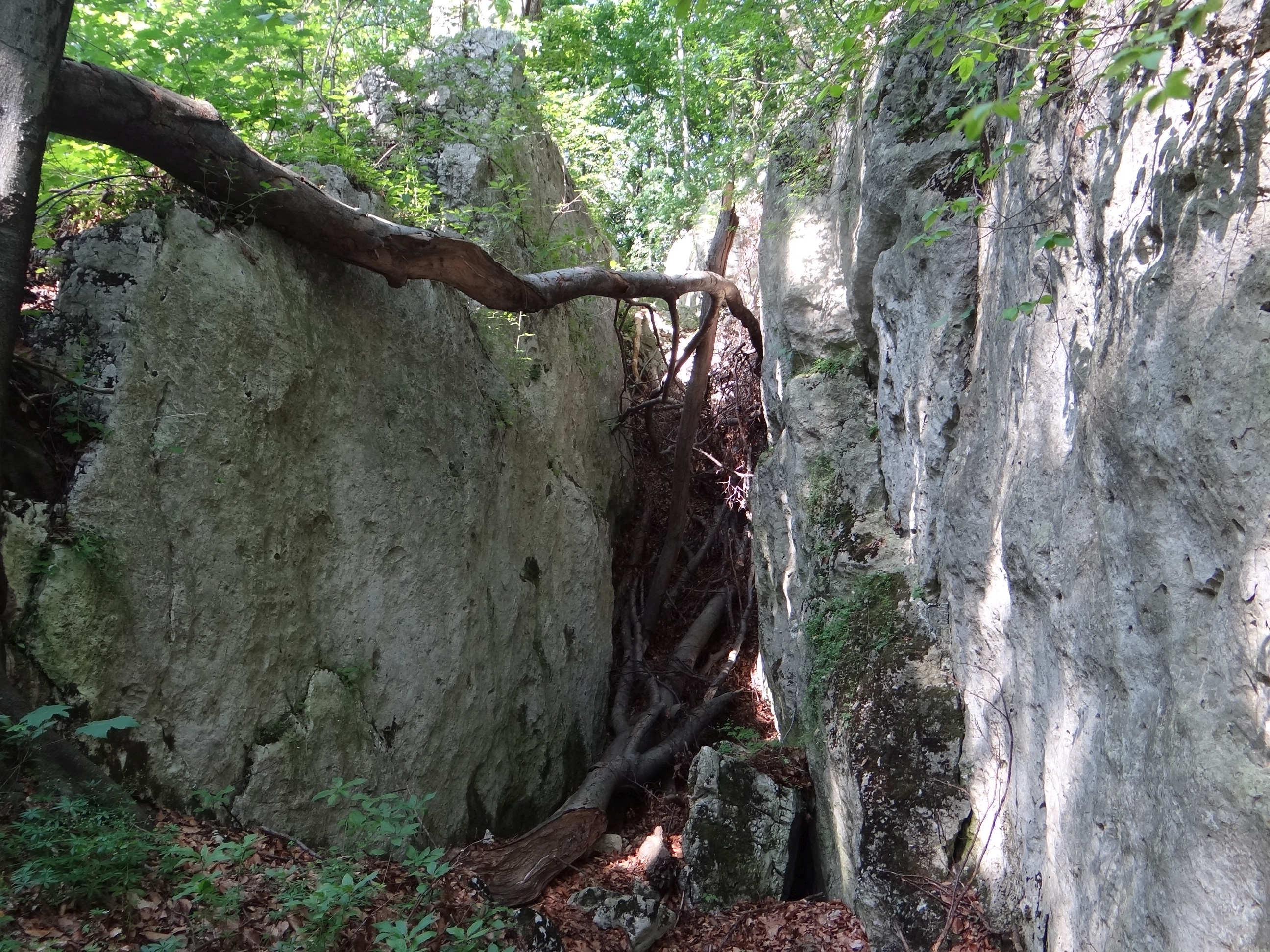
Cisowa Aleja

Cisowa Skała (ok. 430 m) – grupa skał w południowej części rezerwatu przyrody Pazurek, w obrębie wsi Podlesie, w województwie małopolskim, w powiecie olkuskim. Jest to obszar Płaskowyżu Ojcowskiego na Wyżynie Olkuskiej. 
Cisowa Skała znajduje się w ciągu mało wybitnych skał i wzniesień rezerwatu Pazurek (Zubowe Skały, Jastrząbka, Grzęda Olkuska). Jest całkowicie porośnięta lasem. Skały na wierzchołku wzniesienia tworzą tzw. Cisową Aleję lub Cisowy Kanion. Są to dwa ciągi równoległych skał z ciasnym korytarzem pośrodku. Zachodnimi zboczami Cisowej Skały prowadzi zielony szlak turystyczny będący odgałęzieniem Szlaku Orlich Gniazd oraz ścieżka dydaktyczna rezerwatu Pazurek. Przy Cisowej Skale znajduje się jej tablica informacyjna.
W Cisowej Skale grotołazi opisali wiele jaskiń i schronisk: Komarowa Szczelina, Omszała Studnia, Schronisko pod Wielką Wantą, Schronisko przy wierzchołku Cisowej Skały, Schronisko przy wejściu do Kanionu, Schronisko w Kanionie Pierwsze, Schronisko w Kanionie Drugie, Schronisko w Kanionie Trzecie, Schronisko z Grzybkami, Schronisko Zielone, Szczelina nad Kanionem, Szczelina w Cisowej Skale.

## Szlaki turystyczne
Januszkowa Góra – rezerwat przyrody Pazurek – Jaroszowiec
 ścieżka dydaktyczna rezerwatu Pazurek